# Howlong
Howlong är en ort i Australien. Den ligger i kommunen Corowa Shire och delstaten New South Wales, i den sydöstra delen av landet, omkring 480 kilometer sydväst om delstatshuvudstaden Sydney. Antalet invånare är 2 441.
Runt Howlong är det mycket glesbefolkat, med 7 invånare per kvadratkilometer.. Howlong är det största samhället i trakten. 
Trakten runt Howlong består till största delen av jordbruksmark. Genomsnittlig årsnederbörd är 1 200 millimeter. Den regnigaste månaden är juli, med i genomsnitt 153 mm nederbörd, och den torraste är november, med 53 mm nederbörd.